# Tienshanosaurus
Tienshanosaurus chitaiensis is een plantenetende sauropode dinosauriër, behorend tot de groep van de Eusauropoda, die tijdens het late Jura leefde in het gebied van de huidige Volksrepubliek China.

## Vondst en naamgeving
Op 11 september 1928 vond professor in de geologie Yuan Fu ("P.L. Yüan") in de provincie Xinjiang de resten van dertig volwassen en drie jonge dinosauriërs. In de loop van twee weken werden die opgegraven waarbij ook een ei werd aangetroffen. In 1930 werd de ontdekking bekendgemaakt en kreeg veel aandacht van de wereldpers. De vondsten werden naar Beijing gestuurd alwaar ze werden opgenomen in de collectie van het Institute of Vertebrate Paleontology and Paleoanthropology. In 1937 benoemde paleontoloog Yang Zhongjian de typesoort Tienshanosaurus chitaiensis. De geslachtsnaam, die verzonnen werd door Yuan, verwijst naar de Tiensjan, het "Hemelse Gebergte", aan de voet waarvan de vindplaats lag. De soortaanduiding verwijst naar de plaats Chitai of Qitai.
Het holotype, IVPP AS 40002-3, is gevonden bij Paikushan in het district Luanshantze in zandsteen van de Shishugouformatie die dateert uit het Oxfordien — oorspronkelijk werd gedacht aan het Opper-Krijt. Het bestaat uit elementen van het skelet, zonder de schedel. De geborgen fossielen omvatten verschillende halswervels en ruggenwervels, een serie staartwervels met chevrons, de schoudergordel, het opperarmbeen, het darmbeen, het zitbeen, een stuk schaambeen en verdere delen van de achterpoten.
In 1991 hernoemde Ralph Molnar Euhelopus zdanskyi tot een Tienshanosaurus zdanskyi ondanks dat de soort eerder benoemd was in 1929. Dat kon omdat het geslacht Euhelopus pas in 1956 werd benoemd toen bleek dat de naam Helopus al bezet was. Hij werd daarin door niemand gevolgd. In 1999 verplaatste Valérie Martin-Rolland T. chitaiensis naar Euhelopus als een Euhelopus chitaiensis maar ook dat kreeg geen navolging.

## Beschrijving
Tienshanosaurus is een vrij kleine sauropode, met een geschatte lengte van twaalf meter. 
De halswervels zijn kort en dragen lange slanke nekribben. De voorste staartwervels hebben eenvoudige staartribben en de chevrons raken elkaar als bij Diplodocus. De achterste staartwervels zijn kort. Het opperarmbeen is kort en slank gebouwd maar de rug helde vermoedelijk niet naar voren.

## Fylogenie
Tienshanosaurus werd door Yang oorspronkelijk ondergebracht bij de Helopodinae; in 1958 veranderde hij dat tot de Astrodontidae. Plaatsingen in de Euhelopodinae of Euhelopodidae zijn daarna vrij gebruikelijk gebleven maar ook is wel gedacht aan de Brachiosauridae, de Camarasauridae of de Mamenchisauridae. 
Naar moderne maatstaven is de soort een nomen dubium waarvan weinig meer gezegd kan worden dan dat hij tot de algemene Eusauropoda behoort maar dat is vooral een gevolg van een te haastige opgraving, de beperkte oorspronkelijke beschrijving en de verwaarlozing van het materiaal door latere onderzoekers.